# Niccolò Ghedini
Niccolò Ghedini (Padua, Italia, 22 de diciembre de 1959-Hospital San Raffaele, Milán, 17 de agosto de 2022) fue un abogado y político italiano.

## Biografía

### Estudios y carrera forense
Se licenció en Derecho en la Universidad de Ferrara. Comenzó su carrera profesional en el bufete de abogados de su padre (Giuseppe, un conocido abogado penalista de Padua), que tras su muerte fue dirigido por sus hermanas mayores. Con la entrada en el despacho del abogado Piero Longo inició la profesión en el ámbito penal, participando en la década de 1980 en la defensa de Marco Furlan, uno de los dos integrantes, junto a Wolfgang Abel, de la pareja responsable de una serie de asesinatos, quienes colectivamente se conocieron como Ludwig.

### Actividad política
Comenzó su carrera política en los años 70 en el Frente de la Juventud, la organización juvenil del Movimiento Social Italiano, pasando luego al Partido Liberal Italiano. Fue secretario de la Unión de Cámaras Penales Italianas a mediados de los 90 en el segundo consejo, presidido por Gaetano Pecorella, y en el primero, presidido por Giuseppe Frigo, se acercó a Forza Italia y Silvio Berlusconi, de quien se convirtió en abogado personal.
En 2001 fue elegido a la Cámara de Diputados en las filas de Forza Italia en la circunscripción uninominal de Este; en 2006 fue elegido senador, en 2008 diputado y en 2013 senador. Desde 2005 ocupó el cargo de coordinador regional de Forza Italia en Véneto. Con su actividad parlamentaria atrajo duras críticas de la oposición, del mundo intelectual y de parte del poder judicial. 
Algunas declaraciones de Ghedini en defensa de Silvio Berlusconi suscitaron polémica, como aquella en la que el abogado paduano argumentó que la ley no se aplica necesariamente de la misma manera para todos los ciudadanos (con motivo del debate sobre la constitucionalidad de Lodo Alfano, que hubiera garantizado la suspensión de los procesos penales sin perjuicio de las fases previas a la acusación y de las indagatorias inaplazables a las cuatro máximas instancias del Estado) y aquél en el que en relación con las relaciones mantenida por su cliente con las escoltas en Palazzo Grazioli y Villa Certosa acuñó la expresión «usuario final y por lo tanto nunca penalmente punible”, para argumentar la exclusión de Berlusconi de la persecución en las investigaciones y procesos en su contra.
El 16 de noviembre de 2013, con la suspensión de las actividades del Pueblo de la Libertad, se unió a Forza Italia. 
El 24 de marzo de 2014 se convirtió en miembro del Comité Presidencial de Forza Italia.
En junio de 2016, convaleciente de una operación de corazón, le deja las llaves del partido flanqueado por Gianni Letta.
En enero de 2018, junto a Sestino Giacomoni y Antonio Tajani, se encarga de la preselección de candidatos de cara a las elecciones políticas; el propio Ghedini fue reelegido senador.

### Enfermedad y muerte
Murió el 17 de agosto de 2022, a la edad de 62 años, a causa de una forma grave de leucemia, por lo que había sido ingresado en el hospital San Raffaele de Milán.

## Polémicas
Según el sitio web OpenParlamento, que supervisa las actividades de diputados y senadores, al 20 de marzo de 2018 Ghedini tenía un índice de absentismo del 98,28%. Esto significa que de un total de 19102 votaciones, había tomado parte en 138 de ellas, estando ausente en 18964 votaciones, convirtiéndose así en el senador más absentista de la decimoséptima legislatura.